# Mesochorus tumidus
Mesochorus tumidus är en stekelart som beskrevs av Dasch 1974. Mesochorus tumidus ingår i släktet Mesochorus och familjen brokparasitsteklar. Inga underarter finns listade i Catalogue of Life.